# Khepri
Khepri var i ægyptisk mytologi guden for fornyelsen og for solopgangen – om dagen varetoges solens rolle af Ra og om aftenen af Atum. Khepri blev afbildet som en skarabæ.
- Wikimedia Commons har flere filer relateret til Khepri

| Mytologi | Spire Denne artikel om mytologi er en spire som bør udbygges. Du er velkommen til at hjælpe Wikipedia ved at udvide den. |